# Vuurgevecht
Een vuurgevecht is een duel met vuurwapens tussen twee groepen of personen. Vuurgevechten vinden vaak plaats tussen de politie of militairen enerzijds en criminelen anderzijds, maar het kan evengoed tussen twee misdaadbendes zijn, bijvoorbeeld. Ook in oorlogssituaties doen zich vuurgevechten voor tussen de strijdende partijen; dan spreken we veelal van een veldslag.

## In westerns
Vuurgevechten en duels zijn traditionele onderwerpen in veel literatuur en films, met name in westerns. Zij eindigen vaak met een beslissend vuurgevecht. In een vuurgevecht staat de held oog in oog met de tegenstander. 
Het vuurgevecht bij de O.K. Corral in de Amerikaanse staat Arizona in 1881 wordt vaak beschouwd als het beruchtste vuurgevecht uit de tijd van het Wilde Westen.